# Los Morales, Michoacán de Ocampo
Los Morales är en ort i Mexiko.   Den ligger i kommunen Tacámbaro och delstaten Michoacán de Ocampo, i den södra delen av landet, 250 km väster om huvudstaden Mexico City. Los Morales ligger 1 719 meter över havet och antalet invånare är 236.
Terrängen runt Los Morales är lite bergig. Runt Los Morales är det ganska tätbefolkat, med 80 invånare per kvadratkilometer. Närmaste större samhälle är Tacámbaro de Codallos, 4,5 km öster om Los Morales. I omgivningarna runt Los Morales växer huvudsakligen savannskog.